# Sassacus helenicus
Sassacus helenicus är en spindelart som först beskrevs av Cândido Firmino de Mello-Leitão 1943.  
Sassacus helenicus ingår i släktet Sassacus och familjen hoppspindlar. Inga underarter finns listade i Catalogue of Life.